# Colonia Montemariana
Colonia Montemariana är en ort i Mexiko.   Den ligger i kommunen Fresnillo och delstaten Zacatecas, i den centrala delen av landet, 600 km nordväst om huvudstaden Mexico City. Colonia Montemariana ligger 2 131 meter över havet och antalet invånare är 1 978.
Terrängen runt Colonia Montemariana är platt åt sydost, men åt nordväst är den kuperad. Runt Colonia Montemariana är det ganska glesbefolkat, med 38 invånare per kvadratkilometer. Närmaste större samhälle är El Salto, 15,2 km söder om Colonia Montemariana. Omgivningarna runt Colonia Montemariana är i huvudsak ett öppet busklandskap.